# Фрајсбах
Фрајсбах (њем. Freisbach) општина је у њемачкој савезној држави Рајна-Палатинат. Једно је од 31 општинског средишта округа Гермерсхајм. Према процјени из 2010. у општини је живјело 1.025 становника. Посједује регионалну шифру (AGS) 7334006.

## Географски и демографски подаци
Фрајсбах се налази у савезној држави Рајна-Палатинат у округу Гермерсхајм. Општина се налази на надморској висини од 115 метара. Површина општине износи 5,0 km². У самом мјесту је, према процјени из 2010. године, живјело 1.025 становника. Просјечна густина становништва износи 206 становника/km².